# Abierto Mexicano de Tenis 2022 - Doppio
Il doppio dell'Abierto Mexicano de Tenis 2022 è stato un torneo di tennis facente parte dell'ATP Tour 2022.
Ken Skupski e Neal Skupski erano i detentori del titolo ma hanno scelto di non partecipare.
Il torneo è stato vinto da Feliciano López e Stefanos Tsitsipas, che hanno sconfitto in finale Marcelo Arévalo e Jean-Julien Rojer con il punteggio di 7-5, 6-4.

## Teste di serie
1. Marcel Granollers /  Horacio Zeballos (quarti di finale)
2. Juan Sebastián Cabal /  Robert Farah (quarti di finale)

1. Jamie Murray /  Bruno Soares (quarti di finale)
2. Marcelo Arévalo /  Jean-Julien Rojer (finale)

## Qualificati
1. Luke Saville /  John-Patrick Smith (primo turno)

### Lucky loser
1. Lloyd Glasspool /  Harri Heliövaara (semifinale)
2. Miguel Ángel Reyes Varela /  Max Schnur (primo turno)

1. Peter Gojowczyk /  Oscar Otte (primo turno)
2. Elbert Barr /  Manuel Sanchez (primo turno)

## Wildcard
1. Feliciano López /  Stefanos Tsitsipas (campioni)

1. John Isner /  Hans Hach Verdugo (semifinale)

## Tabellone

### Legenda
| - Q = Qualificato - WC = Wild card - LL = Lucky loser | - ALT = Alternate - SE = Special Exempt - PR = Protected Ranking | - w/o = Walkover - r = Ritirato - d = Squalificato |

|  | Primo turno | Primo turno              | Primo turno             | Primo turno | Primo turno |  |  | Quarti di finale | Quarti di finale         | Quarti di finale     | Quarti di finale    | Quarti di finale    |   |   | Semifinali | Semifinali                        | Semifinali                        | Semifinali                         | Semifinali                         |   |   | Finale | Finale | Finale | Finale | Finale |  |
|  |             |                          |                         |             |             |  |  |                  |                          |                      |                     |                     |   |   |            |                                   |                                   |                                    |                                    |   |   |        |        |        |        |        |  |
|  | 1           | M Granollers H Zeballos  | M Granollers H Zeballos | 6           | 6           |  |  |                  |                          |                      |                     |                     |   |   |            |                                   |                                   |                                    |                                    |   |   |        |        |        |        |        |  |
|  |             | A Behar G Escobar        | A Behar G Escobar       | 3           | 4           |  |  | 1                | M Granollers H Zeballos  | 7                    | 3                   | [5]                 |   |   |            |                                   |                                   |                                    |                                    |   |   |        |        |        |        |        |  |
|  | LL          | P Gojowczyk O Otte       | 3                       | 6           | [14]        |  |  | WC               | H Hach Verdugo J Isner   | 5                    | 6                   | [10]                |   |   |            |                                   |                                   |                                    |                                    |   |   |        |        |        |        |        |  |
|  | WC          | H Hach Verdugo J Isner   | 6                       | 2           | [16]        |  |  |                  |                          |                      |                     |                     |   |   | WC         | H Hach Verdugo J Isner            | H Hach Verdugo J Isner            | 5                                  | 5                                  |   |   |        |        |        |        |        |  |
|  | 4           | M Arévalo J-J Rojer      | 5                       | 6           | [10]        |  |  |                  |                          | 4                    | M Arévalo J-J Rojer | M Arévalo J-J Rojer | 7 | 7 |            |                                   |                                   |                                    |                                    |   |   |        |        |        |        |        |  |
|  |             | D Lajović H Nys          | 7                       | 2           | [8]         |  |  | 4                | M Arévalo J-J Rojer      | M Arévalo J-J Rojer  | 7                   | 6                   |   |   |            |                                   |                                   |                                    |                                    |   |   |        |        |        |        |        |  |
|  |             | S González A Molteni     | S González A Molteni    | 6           | 6           |  |  |                  | S González A Molteni     | S González A Molteni | 64                  | 2                   |   |   |            |                                   |                                   |                                    |                                    |   |   |        |        |        |        |        |  |
|  | LL          | E Barr M Sanchez         | E Barr M Sanchez        | 1           | 0           |  |  |                  |                          |                      |                     |                     |   |   | 4          | Marcelo Arévalo Jean-Julien Rojer | Marcelo Arévalo Jean-Julien Rojer | 5                                  | 4                                  |   |   |        |        |        |        |        |  |
|  |             | M Melo A Zverev          | 2                       | 6           | [6]         |  |  |                  |                          |                      |                     |                     |   |   |            |                                   | WC                                | Feliciano López Stefanos Tsitsipas | Feliciano López Stefanos Tsitsipas | 7 | 6 |        |        |        |        |        |  |
|  | LL          | L Glasspool H Heliövaara | 6                       | 4           | [10]        |  |  | LL               | L Glasspool H Heliövaara | 4                    | 6                   | [10]                |   |   |            |                                   |                                   |                                    |                                    |   |   |        |        |        |        |        |  |
|  |             | T Brkić N Ćaćić          | 6                       | 4           | [4]         |  |  | 3                | J Murray B Soares        | 6                    | 3                   | [6]                 |   |   |            |                                   |                                   |                                    |                                    |   |   |        |        |        |        |        |  |
|  | 3           | J Murray B Soares        | 2                       | 6           | [10]        |  |  |                  |                          |                      |                     |                     |   |   | LL         | L Glasspool H Heliövaara          | L Glasspool H Heliövaara          | 4                                  | 4                                  |   |   |        |        |        |        |        |  |
|  | WC          | F López S Tsitsipas      | F López S Tsitsipas     | 7           | 6           |  |  |                  |                          | WC                   | F López S Tsitsipas | F López S Tsitsipas | 6 | 6 |            |                                   |                                   |                                    |                                    |   |   |        |        |        |        |        |  |
|  | Q           | L Saville J-P Smith      | L Saville J-P Smith     | 67          | 4           |  |  | WC               | F López S Tsitsipas      | 4                    | 6                   | [12]                |   |   |            |                                   |                                   |                                    |                                    |   |   |        |        |        |        |        |  |
|  | LL          | MÁ Reyes Varela M Schnur | 7                       | 2           | [4]         |  |  | 2                | JS Cabal R Farah         | 6                    | 4                   | [10]                |   |   |            |                                   |                                   |                                    |                                    |   |   |        |        |        |        |        |  |
|  | 2           | JS Cabal R Farah         | 5                       | 6           | [10]        |  |  |                  |                          |                      |                     |                     |   |   |            |                                   |                                   |                                    |                                    |   |   |        |        |        |        |        |  |